# Louise Manning Hodgkins
Louise Manning Hodgkins (Ipswich, 5 de agosto de 1846 – Wilbraham, 28 de novembro de 1935) foi uma educadora, autora e editora de jornal americana de Massachusetts. Depois de concluir seus estudos no Pennington Seminary e na Wilbraham Wesleyan Academy, tornou-se professora e preceptora no Lawrence College, antes de receber o título de Master of Arts daquela instituição em 1876. Ela deu aulas no Wellesley College por mais de uma década antes de voltar suas atenções para a escrita e edição. Seus principais trabalhos são Nineteenth Century Authors of Great Britain and the United States, Study of the English Language e Via Christi. Ela trabalho como editora do The Heathen Woman's Friend, o primeiro órgão da Woman's Foreign Missionary Society of the Methodist Episcopal Church, e também editou as letras de Milton: L'allegro, Il penseroso, Comus e Lycidas e Sohrab and Rustum de Matthew Arnold. Ela morreu em 1935.

## Primeiros anos e educação
Filha de Daniel Lummus e Mary (Willett), HodgkinsLouise Manning Hodgkins nasceu em Ipswich, Massachusetts, no dia 5 de agosto de 1846. Ela era descendente de uma linha de soldados que remontava aos tempos da Guerra Revolucionária Americana. Sua educação foi iniciada no Seminário Feminino de Ipswich com a Sra. Eunice P. Cowles, continuou no Pennington Seminary, Nova Jérsia, e na Wilbraham Wesleyan Academy, Wilbraham, Massachusetts, onde se formou em 1870. Além do currículo habitual, ela deu muita atenção extra à língua francesa, e tornou-se proficiente em música. Em 1876, ela recebeu o grau de Master of Arts, de Lawrence College, Appleton, no Wisconsin, onde ela também havia sido contratada como professora e preceptora.

## Carreira
Imediatamente após sua formatura em Wilbraham, Hodgkins aceitou o cargo de segunda-dama professora na Universidade Lawrence. Ela começou seus serviços no outono de 1870, dando instrução em ramos ingleses, além de língua francesa e botânica. Tendo demonstrado desde cedo aptidão e habilidade como instrutora, depois de quatro anos nessa posição, ela foi, em 1874, pela renúncia de Miss Evans, eleita preceptora. Com uma gama de trabalho um pouco maior e grandes responsabilidades na forma de governo, ela mostrou crescente competência e habilidade. Em 1876, foi eleita professora de literatura inglesa no Wellesley College, com licença no exterior para estudos, retornando ao cargo no ano seguinte. A partir de 1877, ela atuou como professora de literatura inglesa no Wellesley College, organizando um curso de estudo em seu departamento adequado às necessidades da época. Ela permaneceu até junho de 1891, fazendo duas visitas à Europa durante esses anos. A demissão para que ela pudesse se concentrar na obra literária. Isso incluiu a edição de Letras, de John Milton e Sohrab e Rustum, de Matthew Arnold.
Embora conhecida como professora, a Prof. Hodgkins foi chamado de "Poeta-Professora" em Wellesley. Durante seu período de serviço, ela contribuiu com poemas, histórias e artigos educativos para revistas e periódicos. Seu principal serviço à literatura esteve intimamente associada ao seu trabalho e é conhecida sob o título de A Guide to the Study of Nineteenth Century Literature; havia também três livros da série "English Classics". Entre os livros que ela escreveu estão, Nineteenth Century Authors of Great Britain and the United States, Study of the English Language e Via Christi.

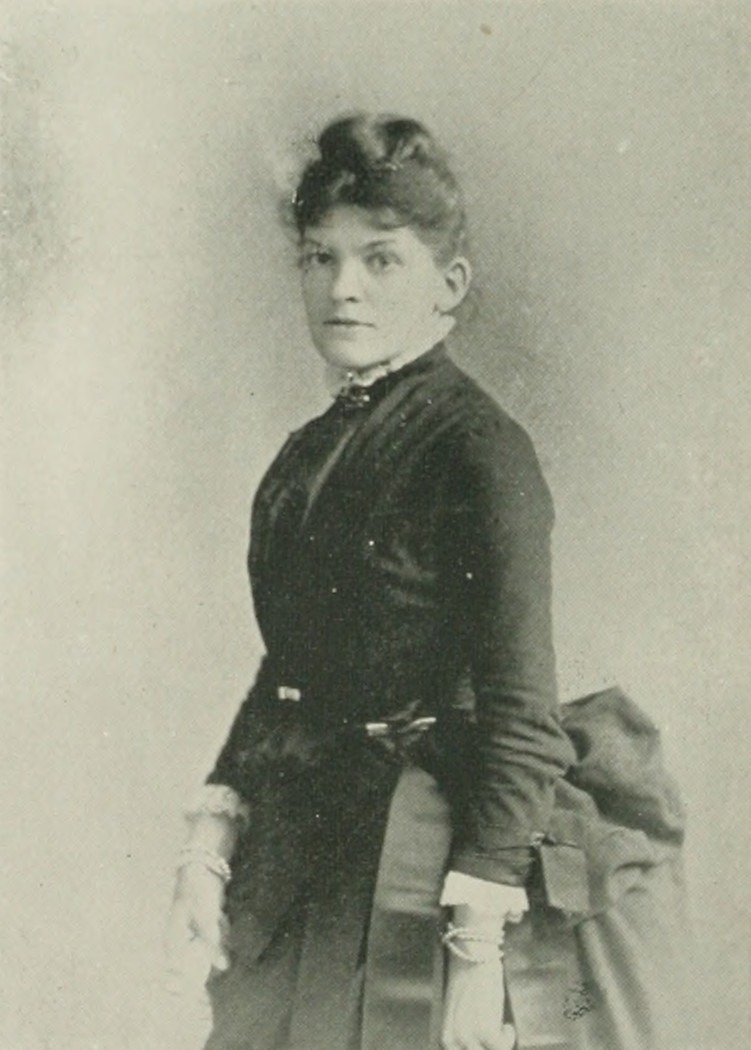
Retrato de Louise Manning Hodgkins publicado em obra de 1893

Via Christi (Macmillan, outubro de 1902) foi um volume de anais missionários, que em menos de dois anos alcançou uma venda de cerca de 50 000 exemplares. Durante a Conferência Ecumênica Missionária, realizada em Nova Iorque, de 21 de abril a 1º de maio de 1900, um plano longamente contemplado para unir todas as Juntas de Missões Femininas nos Estados Unidos e Canadá em um estudo mais aprofundado das missões tomou forma. Em uma reunião realizada no encerramento da conferência, um comitê representativo foi nomeado, e recebeu poder discricionário para organizar o curso de estudo e fornecer o método para segui-lo. Via Christi, an Introduction to the Study of Missions, foi a primeiro de uma série proposta pelo comitê, a ser seguida por estudos da Índia, China, Japão e outros países, cada volume tratando da história de todas as missões no país a que se dedicou, começando, em cada caso, com o século XIX. William Fairfield Warren, presidente da Universidade de Boston, disse sobre isso: "A Via Christi mostra uma estimativa acadêmica do valor e prazer das fontes históricas, em contraste com a elaboração retórica meramente sugerida pelas fontes. Apesar de um volume pequeno de 0,50 dólares, seria difícil encontrar em qualquer livro três vezes seu tamanho igual número de orações, hinos e apelos marcantes, escritos pelos próprios grandes representantes históricos do espírito missionário." The Christian Endeavor World observou: "Um dos resultados da Conferência Missionária Ecumênica de 1900 foi a união de todas as Juntas Missionárias Femininas nos Estados Unidos e Canadá para a publicação de um curso completo e completo de um estudo de missões. O volume inicial é intitulado Via Christi, e é de uma escritora muito competente e atraente, Miss Louise Manning Hodgkins. Em seis capítulos, o leitor é conduzido através do vasto curso da história, desde os dias de Paulo até os de Carey e Judson. O autor não cometeu o erro de colocar tanto que o charme e a vivacidade da narrativa são excluídos. Uma das características mais atraentes do volume é o conjunto de seleções do período em análise no final de cada capítulo e as tabelas cronológicas efetivamente organizadas." O New York Tribune também revisou o livro, afirmando que a Via Christi oferece uma visão panorâmica dos esforços missionários do mundo desde a época de Paulo até o século XIX. Acontecimentos contemporâneos no mundo secular são mencionados, com nomes de pessoas e lugares proeminentes do período, dando uma perspectiva tão satisfatória quanto inusitada."
Escolhida por unanimidade pela Sociedade Missionária Estrangeira da Mulher da Igreja Metodista Episcopal, Hodgkins foi a sucessora de Harriet Merrick Warren na cadeira editorial do The Heathen Woman's Friend. Para essa publicação, Hodgkins havia dito que "deu um novo impulso em muitas linhas, e não é de surpreender que sua lista de assinaturas aumente a cada ano". Ela insistiu que um lugar mais relevante deveria ser dado às revistas missionárias na família, e entre os periódicos padrão da época; que sejam vistos nas bancas de jornais e nas mesas dos lares, e que haja fervoroso esforço pessoal para aumentar sua circulação. Ela afirmou que a literatura missionária deve nos atrair e se tornar parte de nossa cultura, porque "o próprio estudo da humanidade é o homem". Nenhuma prateleira de livros omissos poderia se comparar com uma contendo os seguintes clássicos missionários: Império Mikado do Dr. Griffith, Terra dos Vedas do Dr. Butler, China Central do Dr. Lansdell, Índia e Malásia do Bispo Thoburn, Reino Médio do Dr. S. Wells Williams, Sombras do Pagode de Miss Ficlde e um Canto no Catai, China e os Chineses do Dr. Nevius, Meninas e Mulheres Japonesas de Miss Bacon, Isabella Bird (Sra. Bishop) Unbeaten Tracks in Japan, JF Clarke's Great Religions of the World, com esta generosa dúzia de biografias e autobiografias adicionadas: The lives of Livingstone, Hamlin, Bishop Ilannington, the . MofTatts, William Carey, Alexander Duff, John G. Paton, Bispo Patteson. Xeesima, General Gordon, Harriet Newell, a Sra. Judsons, Fidelia Fiske e Henry Martyn.

## Vida pessoal
Hodgkins visitou a Europa quatro vezes para estudos especiais, participando de palestras no College Francais em Paris, estudando na Escola Normal para Meninas em Hanover, e com professores particulares em Leipzig e Berlim, também na Universidade de Oxford. Ela residia em Auburndale, Massachusetts. Hodgkins morreu em 28 de novembro de 1935 e está enterrada no cemitério Woodland Dell em Wilbraham.

## Obras publicadas
- 1884: Three Marys: three interpretations of Mark 16:15 (em inglês)
- 1887: Byron (em inglês)
- 1887: Shelley (em inglês)
- 1887: Macaulay (em inglês)
- 1887: Robert Browning (em inglês)
- 1887: Charles Dickens (em inglês)
- 1887: Wordsworth (em inglês)
- 1887: Mrs. Browning (em inglês)
- 1887: Coleridge (em inglês)
- 1887: Scott (em inglês)
- 1887: Thackeray (em inglês)
- 1887: Lamb (em inglês)
- 1888: Lowell (em inglês)
- 1888: Whittier (em inglês)
- 1888: Longfellow (em inglês)
- 1888: Carlyle (em inglês)
- 1888: Irving (em inglês)
- 1888: Tennyson (em inglês)
- 1888: Holmes (em inglês)
- 1888: Eliot (em inglês)
- 1888: Bryant (em inglês)
- 1888: Hawthorne (em inglês)
- 1889: Ruskin (em inglês)
- 1889: Arnold (em inglês)
- 1889: Webster's First Bunker-Hill Oration (em inglês)
- 1890: A Guide to the study of nineteenth century authors (em inglês)[9]
- 1896: The roll call: an introduction to our missionaries, 1869-1896 (em inglês)
- 1902: Via Christi: an introduction to the study of missions (em inglês)